# Terminator (personagem)
Exterminador é um personagem fictício, um ciborgue assassino especializado em infiltração, interpretado por Arnold Schwarzenegger na série de filmes The Terminator. Seu nome técnico é Cyberdyne Systems Modelo 101, série 800 (que gera sua alcunha mais utilizada, T-800), exceto o de Terminator 3: Rise of the Machines, série 850 (T-850). No primeiro filme da série, o Exterminador é enviado para 1984 com a intenção de matar Sarah Connor, que seria mãe do futuro líder da resistência humana contra as máquinas, John Connor. No segundo e terceiro, ele é enviado para proteger John Connor de um Exterminador mais avançado. No quarto, passado no futuro, John Connor invade a linha de produção do T-800 e combate um dos protótipos.

## Conceito
De acordo com Kyle Reese, após John Connor formar a resistência humana, a SkyNet decidiu desenvolver robôs semelhantes aos humanos para assassiná-los. Os da série 600 tinham pele de borracha e eram fáceis de identificar, mas os 800 aperfeiçoaram com tecido vivo sobre endoesqueleto metálico e diversas ações que o tornavam mais humano (suor, mau hálito, sangue). A partir do T-1000, metais líquidos eram usados para tornar o Exterminador capaz de mudar a aparência exterior. Todos tem a habilidade de falar naturalmente, reconhecer escrita manual e copiar a voz de outras pessoas.
Inicialmente, os modelos da Cyberdyne Systems foram construídos depois de começar a guerra entre humanos e máquinas. Após a destruição da Cyberdyne em Terminator 2, uma empresa do exército, Cyber Research Systems, desenvolveu os primeiros exterminadores (o T-01 visto em Terminator 3) para substituir soldados no campo de batalha.
Todos os Exterminadores tem força e resistência sobre-humanas, a maioria justificada pela estrutura pesada do endoesqueleto e a força os motores hidráulicos que o impulsionam. Eles não sentem dor, mas percebem onde foram danificados.

### Modelos de Exterminador
| Modelo | Intérprete | Aparições |
| --- | --- | --- |
| Exterminador T-1                                                                                              | - Robô de controle remoto                                                                                           | - Terminator 3: Rise of the Machines - Terminator Salvation |
| T-70 (Exterminador)                                                                                           | - Modelo de efeitos práticos                                                                                        | - T2 3-D: Battle Across Time |
| T-600 Séries 600                                                                                              | - Chris Gann (TSCC) - Brian Steele (T4)                                                                             | - Terminator: The Sarah Connor Chronicles - Terminator Salvation |
| T-800/850/101 - Mais conhecido T-800 - Série 850 Modelo 101 (T3) - Referido como T-101 em (T3)                | - Arnold Schwarzenegger (todos menos T4) - Franco Columbu (T1) - Roland Kickinger (T4)                              | - The Terminator - Terminator 2: Judgment Day - T2 3-D: Battle Across Time - Terminator 3: Rise of the Machines - Terminator Salvation - Terminator: Genisys - Terminator: Dark Fate |
| T-888 - Cromartie - Vick Chamberlain - Triplo-8 sem nome - Myron Stark - Queeg                                | - Owain Yeoman/Garret Dillahunt - Matt McColm - Patrick Kilpatrick & ______________ - Todd Stashwick - Chad Coleman | - Terminator: The Sarah Connor Chronicles |
| Modelo desconhecido, similar aos 888 - Carter - Imitador de Carl Greenway - Imitador de James Ellison - Rosie | - Brian Bloom - Paul Schulze - Richard T. Jones - Bonnie Morgan                                                     | - Terminator: The Sarah Connor Chronicles |
| Cameron / TOK715                                                                                              | - Summer Glau | - Terminator: The Sarah Connor Chronicles |
| T-X | - Kristanna Loken                                                                                                   | - Terminator 3: Rise of the Machines |
| T-1000 - T-1001                                                                                               | - Robert Patrick (T-1000, T2) - Lee Byung-hun (T-1000, T5) - Shirley Manson (T-1001)                                | - Terminator 2: Judgment Day - T2 3-D: Battle Across Time - Terminator: The Sarah Connor Chronicles (T-1001) - Terminator: Genisys                                                   |
| T-3000 | *Jason Clarke | Terminator: Genisys |
| T-1000000 | - Computação gráfica                                                                                                | - T2 3-D: Battle Across Time |
| Humano aperfeiçoado I-950                                                                                     | | - T2: Infiltrator (livro) - T2: Rising Storm(livro) - T2: Future War(livro) |
| Rev-9 | Gabriel Luna | - Terminator: Dark Fate |

## Filmes

### The Terminator
Um T-800 é enviado pela Skynet para 1984 com a intenção de matar Sarah Connor, antes dessa dar à luz o futuro líder da resistência humana contra as máquinas, John Connor. Mas os humanos invadiram a instalação da máquina do tempo e ao verem que um robô já tinha sido enviado, enviaram um soldado, Kyle Reese, para proteger Sarah. 
Ao chegar, o Exterminador arranca as roupas de um marginal, e algumas horas depois se armou em uma loja local e pegou a página de uma lista telefônica para procurar Sarah Connor. Após matar duas outras Sarah, ele chega até seu alvo em uma boate, mas é impedido ao ser alvejado com tiros de espingarda por Kyle Reese. Uma perseguição se segue, no qual o Exterminador fere um olho (após retirá-lo, cobre-o com óculos escuros) e parte da pele de um braço. Daí o Exterminador vai até a delegacia para qual Sarah Connor foi levada, matando 16 policiais no local, mas Sarah e Reese escapam do local antes que a máquina os encontre.
Para rastreá-la, o Exterminador vai para a casa da mãe de Sarah, onde se passa pela mãe no telefone e assim descobre que Sarah está no Tiki Motel. Naquela noite o Exterminador os ataca no motel, e os persegue, inicialmente em uma moto e depois em um caminhão de gasolina. Quando este explode, o Exterminador é reduzido a um endoesqueleto, mas ainda assim continua a ir atrás de Sarah. Reese e Sarah adentram uma fábrica, onde Reese é morto tentando explodir o Exterminador, mas apenas destruindo as pernas e um braço. O Exterminador usa seu braço remanescente para rastejar atrás de Sarah, que o destrói ativando uma prensa hidráulica.

### Terminator 2: Judgement Day
Um T-800 semelhante ao do primeiro filme é capturado e reprogramado pela resistência humana, que então enviou-o na máquina do tempo para 1994 com a missão de proteger John Connor, já que a SkyNet havia enviado um modelo avançado T-1000 com a missão de matar o jovem Connor. Após conseguir roupas, uma espingarda e uma motocicleta em um bar, o Exterminador encontrou John Connor em um shopping, e lá salvou-o de um ataque do T-1000. Seguindo ordens de John, os dois vão para um hospital psiquiátrico onde Sarah Connor foi internada para resgatá-la - e lá encontram o T-1000 outra vez. Após escapar dele, o grupo vai para o campo de um amigo de Sarah que possui um arsenal. No percurso, o T-800 revela que tem a capacidade de aprender, e que o criador da SkyNet é Miles Bennet Dyson. 
No campo, John e o Exterminador se aproximam mais, e Sarah decide ir matar Dyson. John e o T-800 a seguem para impedí-la. Na casa de Dyson, ele diz que sua empresa, a Cyberdyne, está fazendo engenharia reversa a partir de um braço e a CPU do Exterminador destruído em 1984 - o que aceleraria o desenvolvimento tecnológico que levou à criação da Skynet. O grupo decide destruir o prédio da Cyberdyne para evitar a criação da SkyNet. John, Sarah e o Exterminador fogem enquanto Dyson explode o prédio com ele dentro.
Na fuga, são encontrados pelo T-1000, e a perseguição os leva a uma siderúrgica. Lá o T-1000 é congelado por nitrogênio líquido e destruído pelo T-800, mas se reforma devido ao calor da fundição. O T-800 é ferido duas vezes pelo T-1000, primeiro perdendo um braço em uma roda dentada, e depois sendo temporariamente desligado após uma impalação com uma barra metálica. Após encontrar uma fonte alternativa, o T-800 atira no T-1000 com um M79, e após a explosão da granada o T-1000 acaba por cair em um poço de metal derretido, onde é destruído. Sarah joga as peças do outro Exterminador no metal, para logo em seguida o Exterminador decidir que deve ser destruído para não ser usado para pesquisas. John reclama, mas cede. O Exterminador desce até o metal, dando um polegar para cima para John antes de ser desligado.

### Terminator 3: Rise of the Machines
No futuro, em 2032, John Connor é morto por um T-850 semelhante ao Exterminador que ele conheceu na juventude. Sua esposa, Katherine "Kate" Brewster, o reprograma e o envia para o passado para proteger John e ela própria, já que outro robô, a exterminadora T-X, foi enviada para o passado pela SkyNet. Tal robô recebeu a missão de eliminar todas as pessoas que, futuramente, se tornariam membros importantes para resistência humana e grandes aliados de John.
O Exterminador pega as roupas de um stripper, e rouba um caminhão e óculos escuros para ir atrás de John Connor. Após, na clínica em que Kate trabalha, salvar John e Kate da T-X na clínica, ele vai para o túmulo de Sarah Connor, onde seu caixão se revela cheio de armas. A T-X ataca novamente, mas o grupo consegue fugir em um carro fúnebre. Em um campo, o Exterminador revela que a T-X foi enviada com a intenção original de matar os tenentes da resistência humana, o que inclui o pai de Kate, General Robert Brewster. Kate convence o Exterminador a ir até a base onde ele trabalha para tentar impedir a T-X.
Ao chegar, o grupo descobre que a SkyNet tomou o controle dos sistemas de defesa americanos, ordenando ataques nucleares. O T-850 combate os Exterminadores T-1, e depois a T-X, sendo derrotado e reprogramado. Isso o leva a quase matar John antes que ele e Kate fugissem em um avião, mas ao ser lembrado de sua missão o Exterminador se auto-desliga. Ao voltar à consciência, o Exterminador pega um helicóptero e aterrissa em Crystal Peak, uma base em Sierra Nevada, na hora em que a T-X atacaria seus protegidos. Quando um portão estaria prestes a fechar e impedir John e Kate de adentrar a base, o T-850 cai sob ele para segurá-lo. Ao mesmo tempo, segura a T-X antes que esta alcance John e Kate, para então detonar uma de suas células combustíveis na boca da T-X, destruindo ambas as máquinas.

### Terminator: Gênesis
Em 2029, John Connor , líder da resistência humana, leva a guerra contra as máquinas. No Los Angeles ofensivo, medos de João do futuro desconhecido começam a surgir quando John é notificado por sua unidade do exército, Tech-Com , que Skynet irá atacá-lo a partir de duas frentes, passado e futuro, e acabará por mudar para sempre a guerra.
À beira de vencer a guerra contra a Skynet, Connor envia seu tenente de confiança Kyle Reese de volta no tempo para salvar a vida de sua mãe e garantir sua própria existência. No entanto, Kyle encontra passado original é alterada. Neste cronograma, um Terminator foi enviado de volta no tempo para matar Sarah Connor como uma criança e por isso a resistência enviou seu próprio cyborg volta no tempo para protegê-la. Depois que o assassino matou seus pais, o T-800 reprogramado criados e treinados para enfrentar seu destino dela, que ela inflexivelmente tenta rejeitar.
O T-800 chega e, ao tentar roubar roupas dos 3 marmanjos, é interrompido pelo T-800 bom, oT-800 mal sai correndo na direção do T-800 bom, que dispara 2 tiros no mal, que agarra o T-800 bom pelos ombros, e é golpeado pela arma no rosto pelo mesmo, o T-800 do mal pega o outro e acerta sua cabeça em um poste 3 vezes, assim o arremessando para o lado o T-800 bom pega um pedaço do poste o acerta várias vezes no rosto do oponente, assim mostrando o lado esquerdo de seu endocrânio o T-800 mal empurra o outro em uma cerca de metal, assim emperrando a mão direita do oponente. Sarah Connor aparece e, com um rifle, atira no peito do T-800 mau, matando-o. O T-800 bom responde com um polegar em pé. Enquanto isso, Kyle Reese chega em 1984 e rouba as calças de um mendigo, um policial vai atrás dele e, quando Reese foi roubar suas roupas, o policial mostrou ser um exterminador de metal líquido, o T-1000 , Kyle entra em uma loja de roupas onde encontra 2 policiais e é algemado. O T-1000 atira várias vezes contra eles, assim matando um dos policiais. O outro policial e Kyle se escondem atrás de uma prateleira de roupas, Reese manda o policial o desalgemar e ele o faz libertando Reese das algemas, assim Sarah Connor invade a loja com uma van e atropela o T-1000, o jogando numa mesa com joias. Ele levanta e leva 5 tiros de pistola.

## Recepção
Em uma classificação dos 100 maiores Heróies e vilões feita pelo American Film Institute, o personagem assume duas posições ao mesmo tempo - número 48 como herói e número 22 como o vilão. O próprio Schwarzenegger apresentou isso na televisão.O personagem ocupa o 14º lugar na classificação da revista   Empire  da revista dos 100 melhores personagens de filmes. Em fevereiro de 2020, o T-800 foi eleito o 7º melhor filme de Ranker "Os Melhores Personagens de Todos os Tempos".